# Tierra Blanca (Costa Rica)
Tierra Blanca è un distretto della Costa Rica facente parte del cantone di Cartago, nella provincia omonima.